# Tuğçe Yolcu

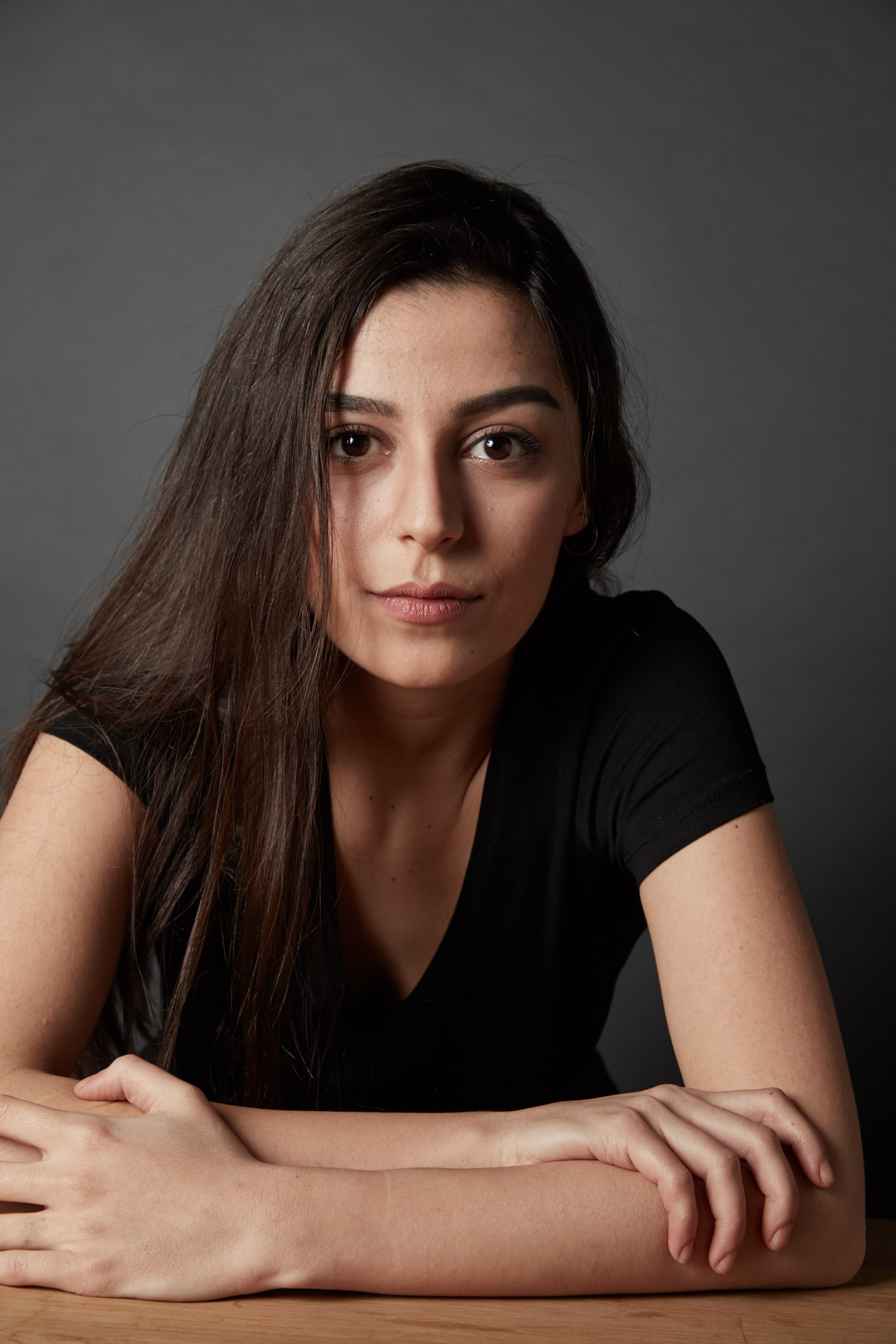
Tuğçe Yolcu

Tuğçe Yolcu (* 21. August 1993 in Antakya) ist eine türkische Schauspielerin.

## Leben und Karriere
Yolcu wurde am 21. August 1993 in Antakya geboren. Sie studierte an der İstanbul Üniversitesi Devlet Konservatuvarı. Ihr Debüt gab sie 2017 in dem Film Başka Mevzu. Anschließend wurde sie 2020 für den Film Çatlak gecastet.
Von 2021 bis 2022 war sie in Üç Kuruş zu sehen. Zwischen 2022 und 2023 spielte Yolcu in der Serie Hayatımın Şans mit.

## Filmografie
Filme
- 2017: Başka Mevzu
- 2020: Çatlak

Serien
- 2019: Arous Beirut
- 2021–2022: Üç Kuruş
- 2022–2023: Hayatımın Şansı

## Theater
- 2014: Tesir
- 2016: Yuva
- 2018: Senaryo

## Auszeichnungen
- 2016: 21. Afife Tiyatro Ödülleri
- 2020: 57. Antalya Altın Portakal Film Festivali in der Kategorie „Beste Schauspielerin“[4]